# باش-برکوتوو
باش-برکوتوو (انگلیسی: Bash-Berkutovo) یک شهرک در شهرستان کوگارچینسکی جمهوری باشقیرستان در کشور روسیه است.